# Richard Portman
Richard Portman (Los Angeles, Kalifornia, 1934. április 2. – Tallahassee, Florida, 2017. január 28.) Oscar-díjas amerikai hangmérnök.
1963 és 2004 között közel 200 film hangkeverésénél működött közre. Tíz alkalommal kapott Oscar-díj jelölést, ebből egyszer nyerte el a díjat. 1978-ban a A szarvasvadász filmért díjazták kollégáival, William McCaughey-val, Aaron Rochinnal, Darin Knighttal.

## Oscar-díjra jelölt filmjei
Győztes
- A szarvasvadász (The Deer Hunter) (1978)[2]

Jelölt
- Csakazértis nagypapa (Kotch) (1971)[3]
- A Keresztapa (The Godfather) (1972)[4]
- A jelölt (The Candidate) (1972)[4]
- Papírhold (Paper Moon) (1973)[5]
- A delfin napja (The Day of the Dolphin) (1973)[5]
- Az ifjú Frankenstein (Young Frankenstein) (1974)[6]
- Funny Lady (1975)[7]
- A szénbányász lánya (Coal Miner's Daughter) (1980)[8]
- Az aranytó (On Golden Pond) (1981)[9]
- A folyó (The River) (1984)[10]

## Díjai
- Oscar-díj a legjobb hangkeverésnek (A szarvasvadász, 1978)